# Relja Milivojević
Relja Milivojević (5 maggio 1998) è un giocatore di football americano serbo, che gioca nel ruolo di defensive back per i Beograd Vukovi.